# La Ruée sauvage
Pour l’article homonyme, voir La Ruée sauvage (film, 1925).
Pour plus de détails, voir Fiche technique et Distribution.
La Ruée sauvage (titre original : The Texans) est un film américain réalisé par James Patrick Hogan, sorti en 1938.

## Synopsis
Quelque temps après la fin de la guerre civile, un ancien soldat confédéré doit faire face aux défis de la reconstruction, dont un carpetbagger prêt à tout pour l'anéantir.

## Fiche technique
- Titre : La Ruée sauvage
- Titre original : The Texans
- Réalisation : James Patrick Hogan
- Scénario : Bertram Millhauser, Paul Sloane et William Wister Haines d'après une histoire de Emerson Hough
- Production : Lucien Hubbard
- Société de production : Paramount Pictures
- Photographie : Theodor Sparkuhl
- Montage : LeRoy Stone
- Musique : Gerard Carbonara (non crédité)
- Direction artistique : Hans Dreier et John B. Goodman
- Costumes : Edith Head
- Pays d'origine : États-Unis
- Format : Noir et blanc - Son : Mono (Western Electric Mirrophonic Recording)
- Genre : Western
- Durée : 92 minutes
- Dates de sortie : 
  - États-Unis : 27 juillet 1938 (New York)
  - États-Unis : 12 août 1938 (sortie nationale)
  - France : 20 juillet 1939

## Distribution
- Joan Bennett : Ivy Preston
- Randolph Scott : Kirk Jordan
- May Robson : Granna
- Walter Brennan : Chuckawalla
- Robert Cummings : Alan Sanford
- Robert Barrat : Isaiah Middlebrack
- Raymond Hatton : Cal Tuttle
- Francis Ford : Oncle Dud
- Harvey Stephens : Lieutenant David Nichols
- Irving Bacon : Soldat Collins

Acteurs non crédités
- Ed Brady : Soldat de l'Union
- Richard Denning : Caporal Parker
- Edward Gargan : Sergent Grady
- William Haade : Sergent Cahill
- Esther Howard : Madame
- Chris-Pin Martin : Juan Rodriguez
- Lon Poff :  Un citoyen de Moody
- Clarence Wilson : Sam Ross
- Harry Woods : Un officier de cavalerie